# Ernest Poole
Ernest Cook Poole (né le 23 janvier 1880 et mort le 10 janvier 1950) est un journaliste, romancier et dramaturge américain. Il est connu, en particulier, pour ses reportages sur la situation sociale en Russie après les révolutions de 1905 et 1917. C'est un écrivain populaire, auteur de fictions à connotation prolétarienne à l'époque de la première Guerre mondiale et dans les années 1920.
Il a remporté le premier Prix Pulitzer pour la fiction en 1918 pour son livre His Family.

## Publications
- 1906 : The Voice of the Street
- 1906 : Katherine Breshkovsky: "For Russia's Freedom."
- 1915 : The Harbor
- 1917 : His Family
- 1918 : "The Dark People": Russia's Crisis
- 1918 : The Village: Russian Impressions
- 1918 : His Second Wife
- 1920 : Blind: A Story of These Times
- 1921 : Beggar's Gold
- 1923 : Danger. New York: Macmillan.
- 1924 : The Avalanche. New York: Macmillan.
- 1925 : The Little Dark Man and Other Russian Sketches. New York: Macmillan.
- 1925 : The Hunter's Moon. New York: Macmillan.
- 1926 : With Eastern Eyes. New York: Macmillan.
- 1927 : Silent Storms. New York: Macmillan.
- 1930 : Car of Croesus. New York: Macmillan, 1930.
- 1931 : The Destroyer. New York: Macmillan, 1931.
- 1932 : Nurses on Horseback. New York: Macmillan, 1932.
- 1933 : Great Winds. New York: Macmillan, 1933.
- 1934 : One of Us. New York: Macmillan, 1934.
- 1940 : The Bridge: My Own Story. New York: Macmillan.
- 1943 : Giants Gone: Men Who Made Chicago. New York : Whittlesey House, McGraw-Hill.
- 1946 : The Great White Hills of New Hampshire. Garden City, NY:  Doubleday.
- 1949 : Nancy Flyer: A Stagecoach Epic. New York: Thomas Y. Crowell.

## Distinctions
- 1918 : Prix Pulitzer pour His Family[2].